# Philodromus mainlingensis
Philodromus mainlingensis es una especie de araña cangrejo del género Philodromus, familia Philodromidae. Fue descrita científicamente por Hu & Li en 1987.